# Space Cavern
Space Cavern är ett skjutspel från 1982, utvecklat och utgivet av Games by Apollo till konsolen Atari 2600. Spelare kontrollerar en befälhavare på ett rymdskepp som har landat på en planet och måste försvara skeppet mot fientliga varelser. Pat Roper, grundare av Games by Apollo, var imponerad av shoot 'em up-spelet Demon Attack och gav medarbetaren Dan Oliver i uppdrag att göra ett väldigt snarlikt spel. Spelet återutgavs senare under namnet Space Canyon.   

## Spelupplägg
I Space Cavern styr spelare befälhavaren på ett intergalaktiskt rymdskepp som reser genom ett tidigare okänt område i rymden. Farkosten landar på en mystisk planet bebodd av varelser kända som Electrosauri och Marsupods som försöker attackera besättningen på skeppet.
Spelarfiguren återfinns på skärmens nedre del. Rörelser åt vänster och höger med joysticken innebär rörelser i sidled hos figuren. Genom att röra joysticken upp och ner får figuren att skjuta till vänster respektive höger. När kontrollens knapp trycks ner kommer figuren att avfyra sitt vapen uppåt. Spelaren måste skjuta mot fiendevarelserna som dyker upp uppifrån och nerifrån, innan de skjuter mot spelarfiguren. Varelserna avfyrar strålar som får spelaren att förlora ett liv när de träffar figuren. Spelaren får ett extraliv vid varje 2000:e poäng. Poäng tjänas genom att förgöra fiender, där spelaren får 115 eller 165 poäng när en Electrosaurus dödas och 200 poäng när en Marsupod oskadliggörs.
Det finns 24 varianter i spelupplägget i Space Cavern. Alla är spelbara för en eller två spelare och aktiveras genom att modifiera konsolens svårighetsalternativ. Varianterna skiljer sig i antalet fiender, deras hastighet, riktningen på deras laserstrålar, och förekomsten av Marsupods.

## Utveckling

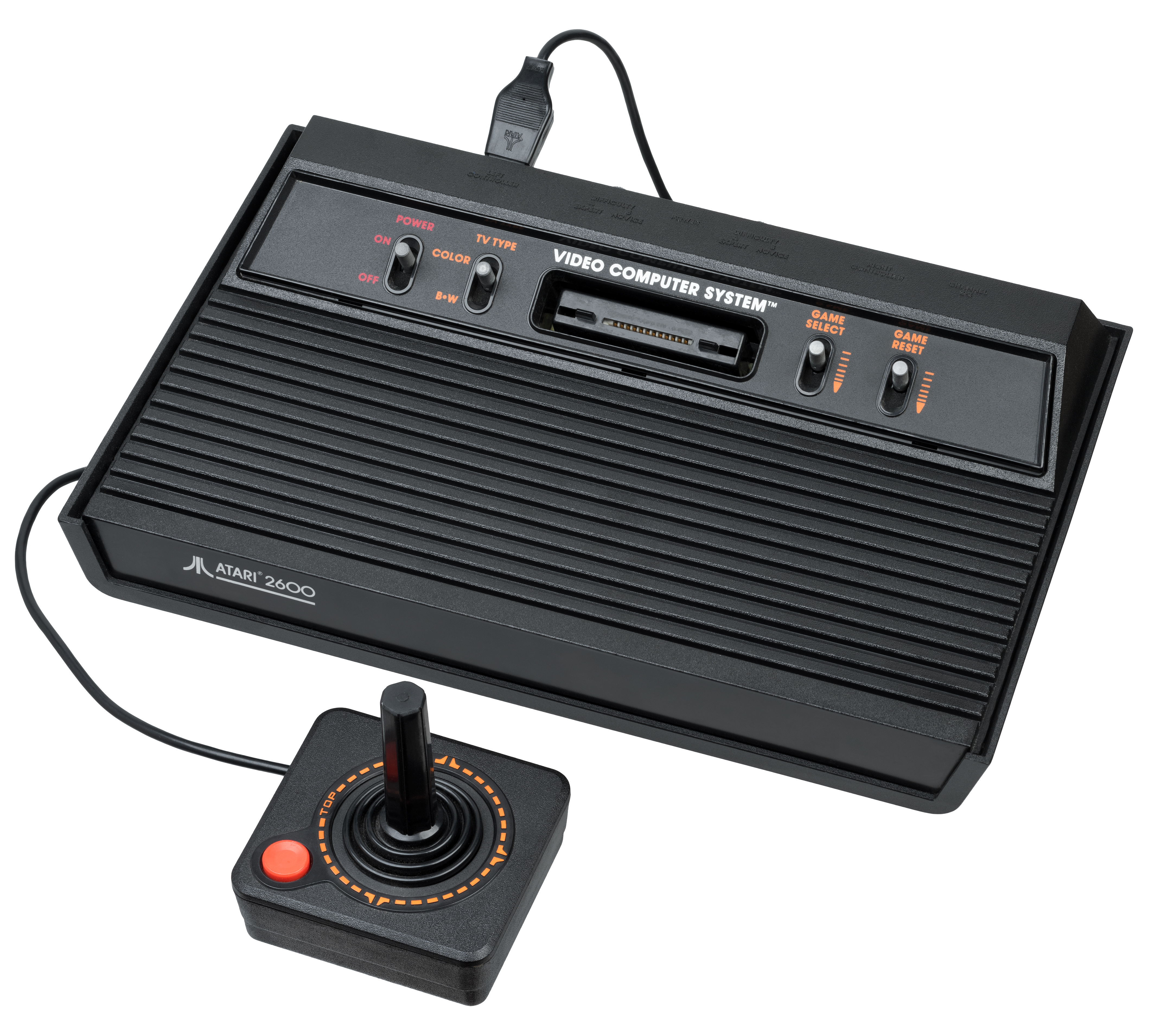
Space Cavern släpptes till konsolen Atari 2600. En portering planerades att släppas till 5200, men det blev aldrig realiserat.

Space Cavern utvecklades av Games by Apollo. Företagets grundare Pat Roper hade flugit in Ed Salvo, programmerare, till en Consumer Electronics Show för att visa honom spelet Demon Attack utvecklat av Imagic. Roper blev imponerad av spelet och beslöt sig för att han ville producera ett liknande spel. Han berättade för utvecklaren Dan Oliver om vad han ville ha i spelet utan att avslöja sin inspiration. Space Cavern släpptes 1982. Spelutgivaren Panda återutgav följande år en identisk version av Space Cavern under namnet Space Canyon, och en Atari 5200-portering påbörjades men färdigställdes inte.
När utvecklingen närmade sig sitt slut, stötte Games by Apollo på ekonomiska problem och hade skulder på närmare 5 miljoner amerikanska dollar, varav hälften av summan var pengar som tillhörde spelföretagets reklambyrå Benton & Bowles. Games by Apollo fick påtryckningar att återbetala skulden, och några månader efter utgivningen av Space Cavern, den 12 november 1982, ansökte Games by Apollo om konkurs. Även om förhoppningar fanns på att företaget skulle "återvända i mindre form", upplöstes Games by Apollo 1983 efter misslyckade försök till omorganisation.

## Mottagande
| Mottagande      | Mottagande      |
| Recensionsbetyg | Recensionsbetyg |
| Publikation     | Betyg           |
| --------------- | --------------- |
| Allgame         | [ 8 ]           |

Recensenten för tidskriften Arcade Express var positiv till Space Cavern. Recensionen hyllade grafiken när spelarfiguren dör, men kritiserade fiendernas design och avslutade recensionen genom att nämna att spelet skulle varit mer lämpat för skickliga spelare. Recensionen i TV Gamer kritiserade spelet för att vara för simpelt och inte krävde mycket hjärnverksamhet.
Videogaming Illustrated jämförde spelet i gott sällskap med Phoenix och ansåg att det var "tveklöst det bästa rymdspelet på marknaden". Skribenten uttryckte att det var Games by Apollos bästa spel, och kommenterade dess lämplighet för både unga och erfarna spelare. I en recension för tidskriften Video höll Bill Kunkel och Arnie Katz inte med om huruvida Space Caverns kontrollschema var onaturligt "besvärligt" eller "en spännande avvikelse från det förväntade". De skrev att kontrollerna var "åtminstone lite kontroversiella" bland arkadspelare.:30 Dessa omdömen upprepades åter 1982 i Video's Guide to Electronic Games där kontrollschemat beskrevs som "lite ovanligt".:52 I en uppföljningsrecension för Electronic Games sammanfattade Kunkel och Katz att spelet skulle underhålla arkadspelare hundratals gånger om,:60 men kritiserade grafiken på fienderna.:62 Space Cavern fick ett hedersomnämnande i kategorin Best Action Video Game vid 1983 års Arkie Awards.:108
Brett Alan Weiss på Allgame gav spelet två av fem stjärnor i betyg. Weiss skrev att spelet inte var "en särskilt engagerande spelupplevelse" och refererade till det som "ett intressant misslyckande. Spelets designers hade ett par bra idéer, men utförandeet av de idéerna i jämförelse med spelets shoot 'em up-action är medioker". I sin bok Classic Home Video Games, 1972–1984, skrev Weiss att spelets omslagsillustration var bättre än det faktiska spelet.